# Manuel de Tezanos Pinto (constituyente)
José Manuel de Tezanos Pinto (San Salvador de Jujuy, Argentina 24 de marzo de 1797 - Valparaíso, Chile, 17 de enero de 1854) fue un abogado, político y comerciante jujeño, que se desempeñó como diputado nacional por su provincia y uno de los firmantes de la Constitución Argentina de 1826.

## Familia y primeros años
Manuel de Tezanos Pinto nació el 24 de marzo de 1797 en la ciudad de San Salvador de Jujuy. Ese mismo día fue bautizado en la Catedral del Santísimo Salvador por su cura rector el Dr. Manuel José de Leániz, recibiendo el nombre de José Manuel, y siendo padrinos sus tíos Segunda Sánchez de Bustamante y José Alvarado del Rivero. A pesar de haber sido su primer nombre José, en honor a su tío político y padrino de bautismo, fue conocido toda su vida como Manuel al igual que su padre, quien le asignó el mismo nombre por ser su primogénito varón.
Fue hijo de Manuel Joaquín de Tezanos Pinto, comerciante y funcionario español nacido en Los Tojos, Cantabria, y radicado en San Salvador de Jujuy; y de la jujeña Josefa Martina Sánchez de Bustamante González de Araujo. Ellos habían contraído matrimonio dos años antes de forma secreta, ya que Manuel Joaquín de Tezanos Pinto tenía concertado un matrimonio por su tío Joaquín Pinto de los Ríos, comerciante en Buenos Aires, con una de sus hijas.
A través de su padre José Manuel de Tezanos Pinto descendía de la familia Pinto, que en los siglos XVIII y XIX formó una vasta red comercial y política en las actuales Argentina, Chile, Bolivia y Perú. A través de su madre Tezanos Pinto era nieto del comerciante español Manuel Domingo Sánchez de Bustamante, descendiente del beato Pedro Ortiz de Zárate, y del fundador de San Salvador de Jujuy en el siglo XVI, Francisco de Argañaraz y Murguía.

## Educación
Manuel de Tezanos Pinto recibió su educación secundaria en el Real Colegio de Monserrat de la ciudad de Córdoba, considerado en aquel entonces la institución de educación secundaria de mayor prestigio en el Virreinato del Río de la Plata fuera de Buenos Aires.
Posteriormente continuó sus estudios superiores en la Universidad de San Carlos, también en la ciudad de Córdoba. Pero la institución donde terminaría su formación académica sería otra, ya que fue estudiante de la Universidad de Chuquisaca, de donde se graduó como Doctor en Leyes.

## Actividad política
Ya recibido como abogado, José Manuel de Tezanos Pinto retornó a su San Salvador de Jujuy natal, donde a pesar de su corta edad ejerció varios cargos públicos de importancia. En el 17 de diciembre de 1816 fue elegido por el Cabildo de Jujuy para desempeñarse como Defensor de Menores y Pobres en el año 1817. El año siguiente ocupó el cargo de Síndico Procurador General.
El mencionado cabildo lo nominó nuevamente el 15 de diciembre de 1818 para integrarlo en el año 1819, sin embargo no llegó a ocupar el cargo por pedido de Martín Miguel de Güemes, quien los solicitó para sumarse a su ejército. Al mando de Güemes alcanzó el rango de ayudante mayor del Segundo Escuadrón de la Quebrada. Un año más tarde volvió a ejercer la función pública, al ser elegido Síndico Procurador de Jujuy para el año 1820.
En los años de 1821, 1822 y 1823 se desempeñó como representante de la provincia de Jujuy ante la Junta Legislativa de Salta y Jujuy, con asiento en la ciudad de Salta.

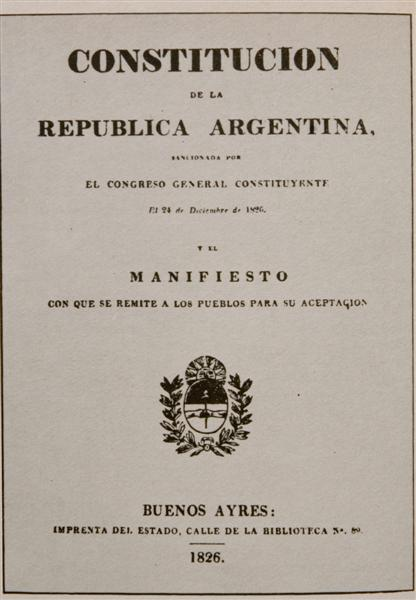
Constitución argentina de 1826

### La Constitución de 1826
El 19 de noviembre de 1825 el Congreso de la Nación sancionó una ley aumentando la representación de las provincias ante el Congreso, debiendo elegirse un diputado por cada 7.500 habitantes o fracción que no bajara de la mitad de esa cifra. Es así que el 10 de abril de 1826 la ciudad de San Salvador de Jujuy y los curatos de campaña de la provincia homónima eligieron a José Manuel de Tezanos Pinto como su representante.

Los poderes de Tezanos Pinto fueron aprobados en la sesión del 10 de junio de 1826, incorporándose al cuerpo legislativo al prestar juramento el 16 de junio de ese mismo año. Se desempeñó allí como representante por Jujuy junto a José Miguel Zegada hasta la disolución del Congreso el 28 de julio de 1827.  Los dos intensos años en los que Manuel de Tezanos Pinto ejerció el cargo de Diputado de la Nación coincidieron con el mandato por el cual el presidente Bernardino Rivadavia instó al Congreso a sancionar una constitución nacional:
Nada inquieta tanto a las provincias mismas como la falta de un código en que se marquen los límites del poder... éste es el constante y uniforme clamor de los Pueblos... En otras circunstancias sería más prudente marchar con paso más lento y sin dar desde luego la constitución del Estado, ocuparse solamente de organizarlo y constituirlo progresivamente. Mas después de las habitudes que han contraído las provincias en el aislamiento en que han permanecido, aquel medio no solamente sería insuficiente sino que diariamente aumentaría en la ejecución de las dificultades que, desgraciadamente, se sienten hoy a cada paso y por todas partes.

Bernardino Rivadavia, 4 de abril de 1826,
Después de intensos meses de trabajo legislativo en la Comisión de Negocios Constitucionales, los diputados Gómez, Castro, Castellanos, Pérez Bulnes y Vázquez presentaron el proyecto de Constitución Nacional ante los demás integrantes del Congreso, el 1 de septiembre de 1826. La deliberación se extendió por cuatro meses, hasta sancionarse, en el día 24 de diciembre de 1826, la Constitución General Constituyente de los Pueblos de la Nación Argentina. Entre los diputados firmantes se encontraba Manuel de Tezanos Pinto, uno de los representantes de la provincia de Jujuy y a sus 29 años el más joven entre los convencionales constituyentes.

#### Encuentro con el gobernador Ibarra
Pocos días después de la sanción de la Constitución Nacional de 1826 el presidente Bernardino Rivadavia encomienda a algunos de los diputados firmantes que viajen a reunirse con los gobernadores que no se hubieran pronunciado a favor de ella, para lograr su adhesión al nuevo régimen constitucional de carácter unitario. El Dr. Manuel de Tezanos Pinto fue designado para dirigirse a la provincia de Santiago del Estero, para reunirse allí con su gobernador Juan Felipe Ibarra.

Tezanos Pinto llegó a la ciudad de Santiago del Estero el 28 de enero de 1827. Ese mismo día hizo saber al gobernador Ibarra que el día siguiente tendría el honor de entregar sus mensajes en audiencia solemne, recibiendo una breve respuesta por parte de aquél: pase cuando guste. Al arribar a la casa de gobierno santiagueña el día siguiente, el 29 de enero, vestido con levita y camisa almidonada a pesar del intenso calor, y acompañado de sus secretarios vestidos con igual solemnidad, Tezanos Pinto no fue recibido por guardia formada, ni siquiera con la puerta abierta. Ante sus golpes lo recibió una mujer de servicio, quien por orden de Ibarra introdujo a Tezanos Pinto en su dormitorio, donde se encontraba durmiendo la siesta. El gobernador se encontraba vestido informalmente con chiripá, vincha colorada y botas, generando la siguiente impresión en el diputado constituyente:
el diputado que suscribe no pudo menos que llenarse de la mayor sorpresa al ver al señor gobernador de Santiago del Estero en un traje semisalvaje inapropiado para las circunstancias, tomado de propósito para poner en ridículo al Soberano Congreso en la persona del comisionado... una forma que choca con el pudor y la decencia, en calzoncillos, con la camisa abierta y una vincha en la cabeza.

Manuel de Tezanos Pinto, 17 de febrero de 1827
Tezanos Pinto procedió entonces a exponer el contenido de la nueva Constitución Nacional y la conveniencia de su aceptación por el gobierno santiagueño. Sin embargo, Ibarra le manifestó que ya se encontraba comprometido con Facundo Quiroga para hacer la guerra a las provincias de Tucumán y Salta, donde Lamadrid y Arenales actuaban en contra de los gobiernos federales, entre los que se encontraba el suyo.
Seguidamente el gobernador le expuso a Manuel de Tezanos Pinto que no suscribiría la nueva Constitución Nacional. A pesar de considerar que nada tenía que reprochar a las leyes sancionadas por el Congreso, acusó al presidente Rivadavia de apoyar económicamente a las provincias de Salta y Tucumán en su contra, y expresó que en Buenos Aires se legislaba de un modo y se obraba de otro.
Sin éxito en su misión, Tezanos Pinto abandonó la casa de gobierno, dejando allí una copia de la Constitución Nacional. Pero apenas había llegado a su morada se presentó un soldado devolviéndole de parte de Ibarra el ejemplar constitucional entregado, y ordenándole mediante un decreto que abandone la provincia en el plazo de 24 horas. Manuel de Tezanos Pinto abandonó entonces la provincia de Santiago del Estero, y días más tarde, el 17 de febrero de 1827, redactó un extenso informe relatando el desarrollo de su misión.
En el mencionado informe el Dr. Tezanos Pinto expresó su desacuerdo con la estrategia de haber sancionado una Constitución Nacional de carácter unitario para luego pretender imponerla sobre los gobiernos provinciales disidentes. Allí sostuvo que si alguna vez pudo pensarse que el acto de presentar la constitución a los pueblos podía hacer cesar las agitaciones y los males que se sentían, él ha sido precisamente el que ha agravado su deplorable situación.

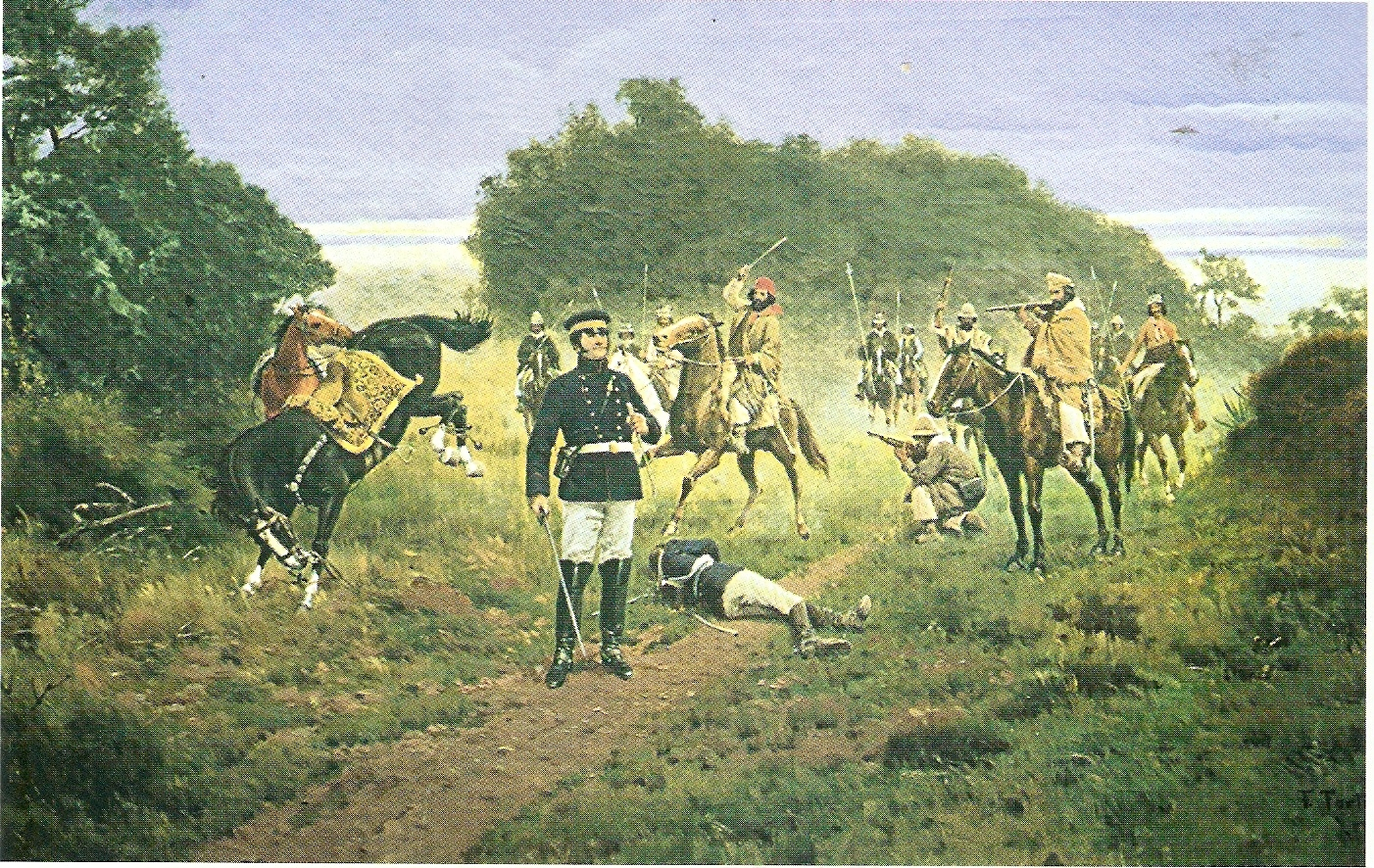
Captura del general José María Paz, óleo del pintor Francisco Fortuny.

### Actuación posterior
Disuelto el Congreso Nacional el Dr. Tezanos Pinto regresó a su San Salvador de Jujuy natal. Pocos años más tarde, fue elegido diputado por Jujuy ante la Junta Legislativa provincial, cargo que desempeñó desde el 26 de marzo de 1829. En 1830 representó a las provincias de Jujuy y Salta ante la Liga Unitaria concertada en ese año, bajo la dirección del general José María Paz, gobernador de Córdoba. En ese carácter suscribió el pacto de la Liga, conocido como Pacto de Unión y Alianza, firmado el 31 de agosto de 1830.
El 10 de mayo de 1831 el general Paz cayó prisionero de los hermanos Reynafé, y fue aprisionado por los siguientes ocho años. Ello marcó el fin de la Liga del Interior: Paz fue reemplazo por el general Lamadrid, que decidió replegarse a Tucumán, y ante la pérdida de seis provincias asumió el mando el general Rudecindo Alvarado, quien fue vencido finalmente el 4 de noviembre de 1831 por Facundo Quiroga en la Batalla de La Ciudadela. Disuelta la Liga Unitaria, sus principales figuras políticas tuvieron que recurrir al exilio para evitar ser apresados o fusilados. Entre ellos se encontraba el Dr. Manuel de Tezanos Pinto, que junto a su familia se radicó en la ciudad chilena de Quillota.

## Radicación en Chile
Como consecuencia del triunfo de las provincias firmantes del Pacto Federal sobre la Liga del Interior en 1831, Manuel de Tezanos Pinto, perseguido por pertenecer al Partido Unitario, huyó de las Provincias Unidas para radicarse en Quillota. La cercanía de esta ciudad chilena al puerto del Valparaíso la convertía en una locación estratégica para ejercer la actividad mercantil. Es así que Tezanos Pinto instaló en Valparaíso una filial de la sociedad familiar, "Tezanos Pinto y Cía.", dedicándose allí al comercio. Ocupó asimismo cargos de relevancia en la banca chilena, desempeñándose en 1835 como Director Gerente del Banco de Chile en Valparaíso.

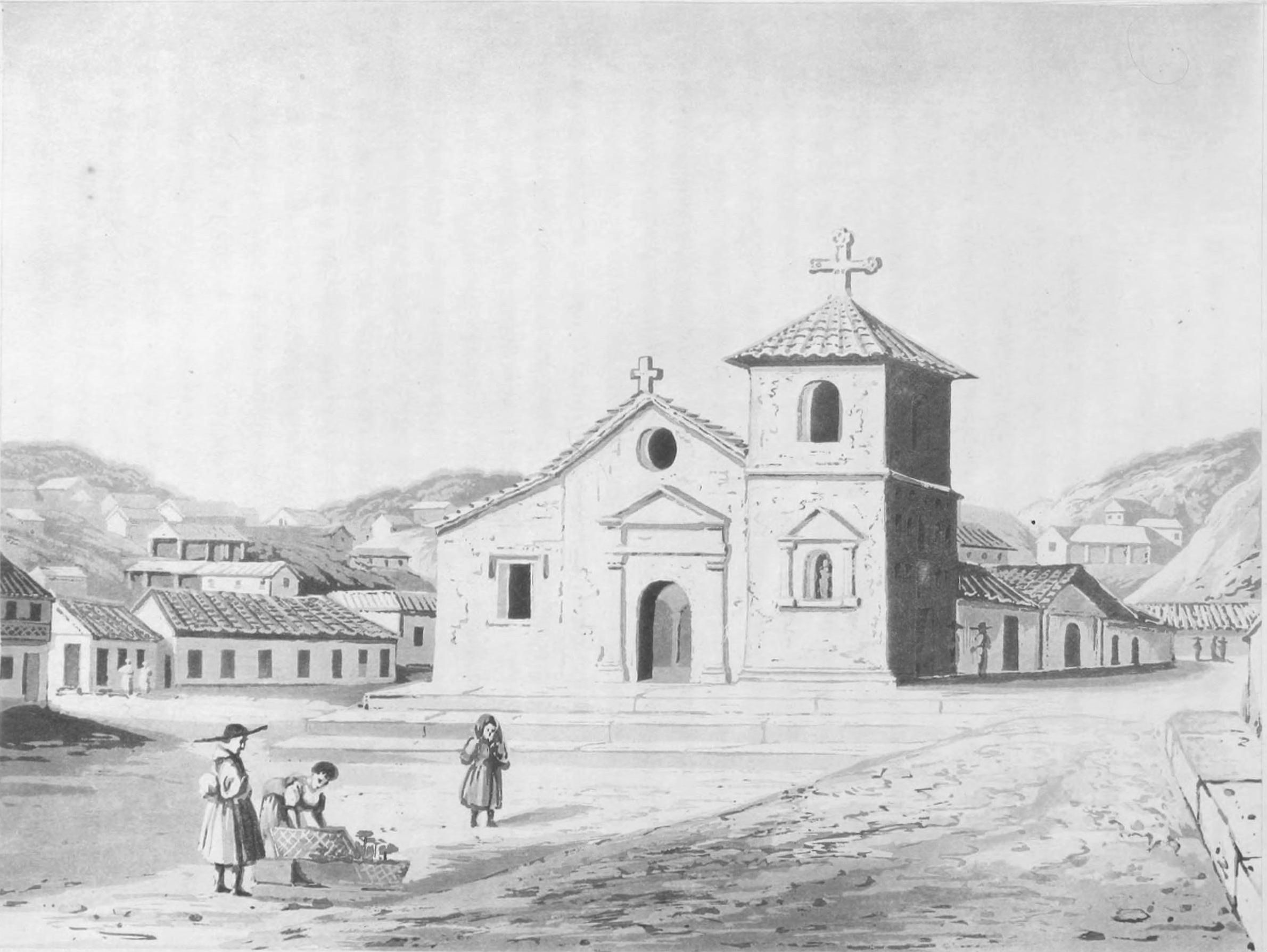
Iglesia de la Matriz del Salvador de Valparaíso en 1822

El éxito económico de Manuel de Tezanos Pinto en Chile le permitió amasar una importante fortuna. Gracias a ello pudo prescindir de la parte que le correspondía de la sucesión de sus padres, de la cual era primer albacea, donando su herencia en partes iguales a sus ocho hermanos:
Y último. Que deseando dar a todos mis hermanos una prueba de la estimación que tengo por todos, sin predilección alguna, les cedo y dono en toda propiedad para sí y sus sucesores, para que disfruten por iguales partes, tanto lo que me debe la Testamentaria de mis finados Padres por las razones que he expresado, como la parte que me corresponde de los bienes inventariados y sujetos hoy a División, como uno de sus legítimos herederos: en cuyo concepto procedo a la división entre los ocho hermanos restantes [...].

Manuel de Tezanos Pinto, 2 de enero de 1839, Valparaíso.
Ese mismo año Tezanos Pinto contrajo matrimonio con una dama local, nacida en Quillota, con quien tendría varios hijos. Dedicó entonces sus últimos años a la actividad comercial y a la vida familiar. Después de más de tres décadas en el exilio, José Manuel de Tezanos Pinto falleció el 17 de enero de 1854 en la ciudad de Quillota, siendo sepultados sus restos allí el día siguiente

## Matrimonio y descendencia
Manuel de Tezanos Pinto contrajo matrimonio el 24 de enero de 1839 en la Iglesia de la Matriz del Salvador de Valparaíso, siendo testigos Eustaquio Santander y Gacitúa, y administrando el sacramento José A. Riobó, con la chilena Carolina Grimwood Allende, nacida en 1822 en Quillota. Ella era hija de John Raymond Desse Grimwood, comerciante inglés heredero de un importante mayorazgo en Kensington;  y de Gertrudis Allende de la Barrera, integrante de la familia Allende y descendiente de los primeros conquistadores de Chile. También era hermana de Carmen Grimwood Allende, primera dama de Bolivia en la presidencia su marido Adolfo Ballivián.

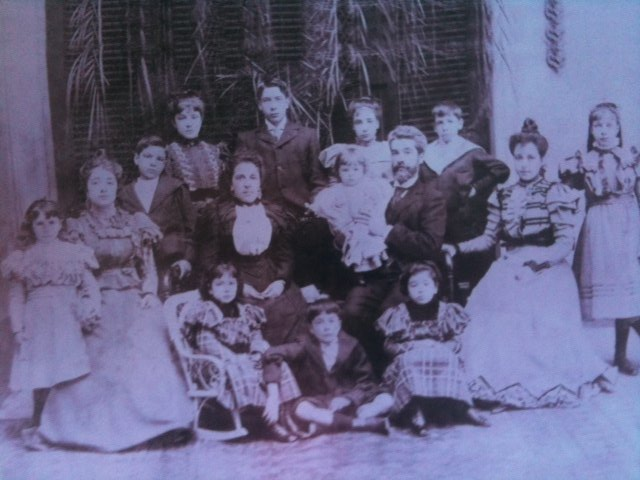
David de Tezanos Pinto Grimwood junto a su familia

Manuel de Tezanos Pinto y Carolina Grimwood Allende fueron padres de diez hijos: Daniel, Esther, Ana Raquel, Jacobo, Isaac, Abraham, David, Pedro José, Abraham, y Manuel de Tezanos Pinto Grimwood. Entre ellos se destacaron el abogado David de Tezanos Pinto, el médico Jacobo de Tezanos Pinto, y el ministro Pedro de Tezanos Pinto.
De los diez hermanos Tezanos Pinto Grimwood cinco tuvieron sucesión, siendo numerosa la descendencia de José Manuel de Tezanos Pinto en Argentina y en Chile. Entre sus descendientes se encuentran Ricardo de Tezanos Pinto, Manuel de Tezanos Pinto, César de Tezanos Pinto, Pablo Yrarrazával, Esther Saavedra Yoacham, Cayetana Álvarez de Toledo, etcétera.

## Homonimia
Tanto el Dr. José Manuel de Tezanos Pinto como su padre Manuel Joaquín de Tezanos Pinto fueron conocidos como "Manuel de Tezanos Pinto". El hecho de haber ejercido el comercio y la función pública en la misma época en Jujuy y Buenos Aires llevó a varios autores a confundir la actuación de uno y otro, incluso describiendo los datos biográficos de ambos como si se tratara de una misma persona.
A pesar de ello, los registros históricos donde figura cada uno permiten distinguir claramente su actuación. Manuel Joaquín de Tezanos Pinto es quien se dedica al oficio mercantil en Buenos Aires y Potosí a fines del siglo XVIII y en San Salvador Jujuy el primer tercio del siglo XIX, donde ejerce la función pública entre 1805 y 1810, y donde testa y fallece. Su hijo el Dr. José Manuel de Tezanos Pinto es el letrado que se desempeña en cargos públicos desde 1816, firmando la Constitución Argentina de 1826, y siendo el más joven entre todos los legisladores del Congreso Constituyente, lo que descarta que se trate de su padre, que entonces tenía sesenta y seis años, y se radica en Chile una vez disuelta la Liga del Interior, muriendo en la ciudad de Valparaíso